# RGM-15 Regulus II

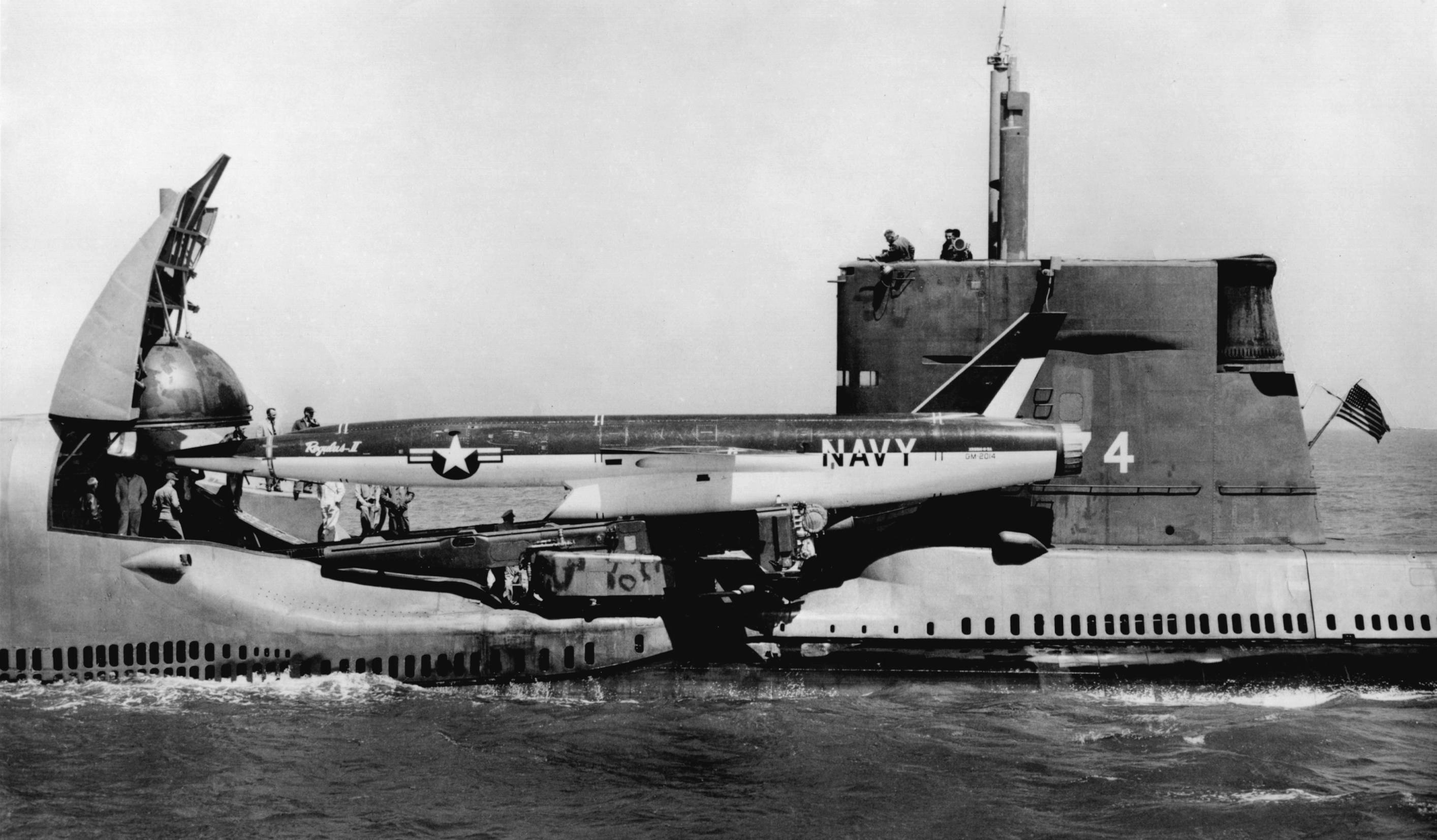
preparando para lançar um míssil Regulus II

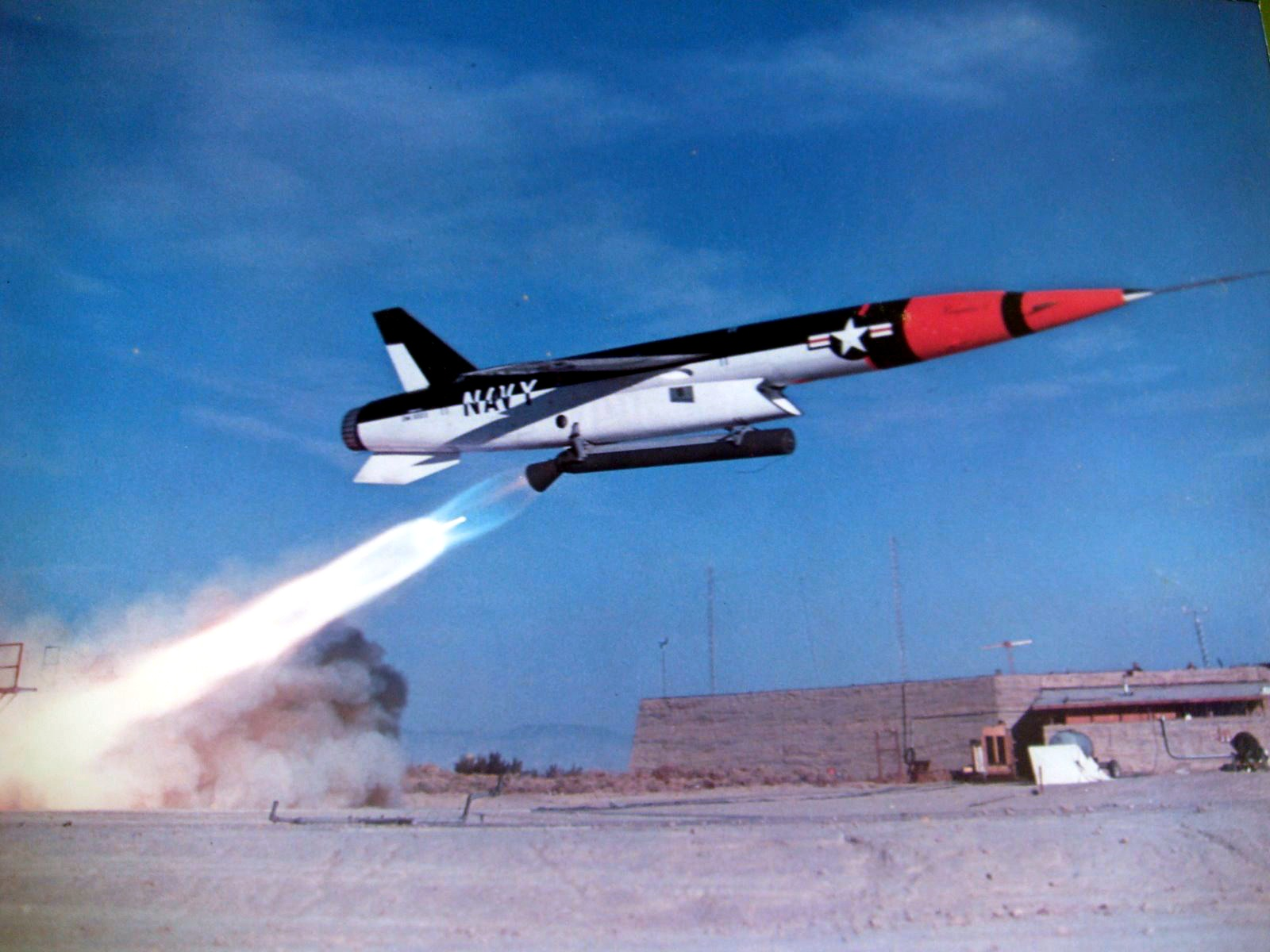
Regulus II em lançamento teste em 1957.

O SSM-N-9 Regulus II foi um míssil de cruzeiro guiado supersônico armado com ogivas nucleares com uso planejado pelos navios de superfície e submarinos da Marinha dos EUA.

## História
As limitações do RGM-6 Regulus eram bem conhecidas quando ele entrou em serviço em 1955, então a marinha mandou especificações para um míssil de cruzeiro lançado da superfície supersônico equipado com uma ogiva nuclear, que tivesse maior alcance, acurácia e fosse resistente a contramedidas.
O desenvolvimento do Regulus II a partir do Regulus estava ocorrendo quando o programa foi cancelado em favor do UGM-27 Polaris, um míssil balístico lançado por submarino, que deu precisão até então sem precedentes para os ataques, assim como permitia que os submarinos o lançassem enquanto estivessem submersos e escondidos. Os protótipos e produção inicial dos mísseis foram então convertidos em drones alvos supersônicos KD2U-1 pela Marinha e Força Aérea Americana. KD2U-1s foram usados em testes do CIM-10 Bomarc da Boeing.
Os mísseis pesavam 10 toneladas, tinham comprimento de 17,53 metros e diâmetro de 1,3 metros. A ogiva que seria usada era a W27.